# 紫釵記 (粵劇)
《紫釵記》是香港著名粵劇劇作家唐滌生的粵劇劇本，改編自明代湯顯祖的崑曲劇目《紫釵記》。《紫釵記》是仙鳳鳴劇團的第五屆劇目，於1957年8月30日在香港利舞台首演。

## 來源
唐滌生的《紫釵記》以明朝湯顯祖的崑劇《紫釵記》為本，而湯顯祖的《紫釵記》亦是他重寫自己早期另一個劇本《紫簫記》。《紫簫記》的情節比較簡單，最重要的分別是欠缺了「紫釵」這個戲劇元素。
湯顯祖劇作的藍本是唐代蒋防傳奇小說《霍小玉傳》。無論《紫釵記》或《紫簫記》，霍小玉都能與李益終成眷屬，這和《霍小玉傳》不同。在《霍小玉傳》中，李益對霍小玉始亂終棄，順從母親之命，另娶富家女為妻，使小玉悲痛欲絕，「喪慟號哭數聲而絕」。李益在小玉死後，娶妻妾三人，惶惶不可終日，輒加猜忌，家宅不寧。

## 場目
1. 〈墮釵燈影〉
2. 〈花院盟心〉
3. 〈陽關折柳〉
4. 〈典賣珠釵〉
5. 〈吞釵拒婚〉
6. 〈花前遇俠〉
7. 〈劍合釵圓〉
8. 〈論理爭夫〉（粵劇劇本初演時沿用湯顯祖《紫釵記》最後一齣的回目〈節鎮宣恩〉。其後仙鳳鳴劇團於1968年重演此劇，才由葉紹德先生提議把回目改為〈論理爭夫〉，並沿用至今。）

其中〈劍合釵圓〉一場於香港大獲好評及觀眾支持，並曾連續三年（1991年至1993年）獲得香港作曲家及作詞家協會「CASH最廣泛演出金帆獎（戲曲）」。

## 情節大綱
唐代隴西才子李益（十郎）赴長安應試期間，在元宵夜長安燈市，拾得小玉遺下的紫玉燕釵，並以釵定情（〈墮釵燈影〉）。李益得友人崔允明鼓勵，直訪霍家求親，當晚成其好事（〈花院盟心〉）。然益與小玉相遇前，曾巧遇盧太尉之女燕貞。燕貞慕益之才，對其一見傾心，種下李、霍二人分離的禍根。
李益與小玉新婚之時，正是李益高中狀元之日。 盧太尉特意下令新及第進士等人均要上門拜見，希望趁此安排婚事，偏偏李益卻沒有前往，因而盧太尉將他遠庶塞外參軍，斷絕李霍二人音訊（〈陽關折柳〉）。李益一去三年，小玉生活日漸艱難，還要時加接濟潦倒的崔允明，最後只得命侍女浣紗將紫玉釵變賣（〈典賣珠釵〉）。
三年後，李益被召返長安，盧太尉欲再招益為婿，便施以奸計，不許益回家，並暗中買下小玉出售的紫玉釵，向益詐稱小玉已另嫁他人。他又逼李益之好友韋夏卿與崔允明為媒，以致崔為報小玉之恩而死。十郎見釵在情亡，不願再娶，意欲吞釵拒婚，惜被太尉以反唐詩威脅（〈吞釵拒婚〉）。
後小玉巧遇黃衫客(〈花前遇俠〉)，並得黃衫客之助，得與益重逢。兩人冰釋前嫌，十郎為小玉將紫釵重新插戴，以証舊盟(〈劍合釵圓〉)。
盧太尉得悉此事後勃然大怒，李益再度被太尉爪牙捉回逼即日與燕貞成婚。小玉再得黃衫客之助，冒死闖入盧府據理爭夫。太尉以小玉闖席論罪，欲將她打死；最後黃衫客亦至，表露其四王爺的身份，並指證盧太尉之惡行。下令再點花燭，讓李益與小玉聯婚，有情人終成眷屬（〈論理爭夫〉）。

## 衍生作品

### 1959年電影版本
《紫釵記》曾兩次被拍攝成粵劇電影。首次被拍成電影是在1959年上映的，導演是李鐵。下列是為演員表： 
- 任劍輝（飾）李益
- 白雪仙（飾）霍小玉
- 梁醒波（飾）崔允明、黃衫客
- 靚次伯（飾）盧太尉
- 任冰兒（飾）浣沙
- 蘇少棠（飾）韋夏卿
- 英麗梨（飾）盧燕貞
- 陳皮梅（飾）霍小玉之母
- 陳立品（飾）鮑四娘
- 朱少波（飾）王哨兒

### 1977年電影版本
《紫釵記》在1977年第二度拍成粵劇電影，由金鳳影業公司出品，李鐵執導，唐滌生編劇，並由雛鳳鳴劇團台柱老倌主演。下列是為演員表：
- 龍劍笙（飾演）李益
- 梅雪詩（飾演）霍小玉
- 梁醒波（飾演）崔允明、黃衫客
- 靚次伯（飾演）盧太尉

### 唱片版本
- 《紫釵記》粵劇全本唱片錄音。在1966年由任白、梁醒波、靚次伯、任冰兒、蘇少棠、朱少坡及雛鳳九名成員錄製唱片。

### 舞台劇版本
- 《紫釵記 - 全劇》：於2015/6年香港演藝學院歌劇院，由飾演李益的龍劍笙帶領梨園新一代「六柱」演出，其中兩人輪流扮演霍小玉及浣紗。

### 特別演出版本
- 1968年11月18日：仙鳳鳴粵劇團為油麻地街坊福利會籌款，於廣東道臨時球場演出演出十九天，1968年三劇目之一。
- 1968年12月22日：仙鳳鳴粵劇團為灣仔街坊福利會籌款，於灣仔修頓球場演出十五天，1968年三劇目之一。

### 手語版本
- 《紫釵記》：慈善機構龍耳於2015年製作，由聾人粵劇團的手語主任帶領一群聾人以手語演繹經典粵劇《紫釵記》。

## 流行文化
- 《傳說》，由香港流行音樂組合Raidas主唱，黃耀光作曲，林夕填詞，並收錄於他們的唱片《傳說》中。

## 外部連結
- 唐滌生：我為什麼選編帝女花和紫釵記 （页面存档备份，存于）
- 唐滌生《紫釵記》角色人物研究
- 《香港粵劇劇目概說1900-2002》香港中文大學音樂系教授陳守仁著，ISBN 978-9628-104130